# Pandanus obconicus
Pandanus obconicus är en enhjärtbladig växtart som beskrevs av Harold St.John. Pandanus obconicus ingår i släktet Pandanus och familjen Pandanaceae.
Artens utbredningsområde är Thailand. Inga underarter finns listade.